# 王善荣
王善荣（1933年—2021年4月4日），曾用名王永光，广东揭阳人，泰国归国华侨，中华人民共和国政治人物，中华全国归国华侨联合会原副主席，第八届全国政协委员。